# Erbray
Erbray é uma comuna francesa na região administrativa da Pays de la Loire, no departamento de Loire-Atlantique. Estende-se por uma área de 58,18 km². Em 2010 a comuna tinha 3 102 habitantes (densidade: 53,3 hab./km²).